# Yemi Tella
Yemi Tella (c. 1951 – 20 de octubre de 2007) fue un entrenador de fútbol. Su máximo éxito fue como seleccionador nacional Sub-17 con el que ganó Copa Mundial de Fútbol Sub-17 de 2007 ganando a España a la final. Ese mismo año consiguió el título de mejor entrenador africano en 2007.
Tella, exprofesor del Instituto Nacional de Deportes de Lagos, fue diagnosticado con cáncer de pulmón cuando lideró a su equipo en un torneo de ocho naciones previo al Mundial en Corea del Sur en junio de 2007.
Un mes antes de su fallecimiento, el presidente nigeriano Umaru Yar'Adua le concedió la medalla de Miembro de la Orden de la República Federal, un importante honor, por su logro.